# Mikhail Mordkin
Mikhail Mordkin, in russo Михаил Михайлович Мордкин?, Michail Michajlovič Mordkin (Mosca, 9 dicembre 1880 – New York, 15 luglio 1944), è stato un ballerino, coreografo e insegnante russo naturalizzato statunitense.

## Biografia

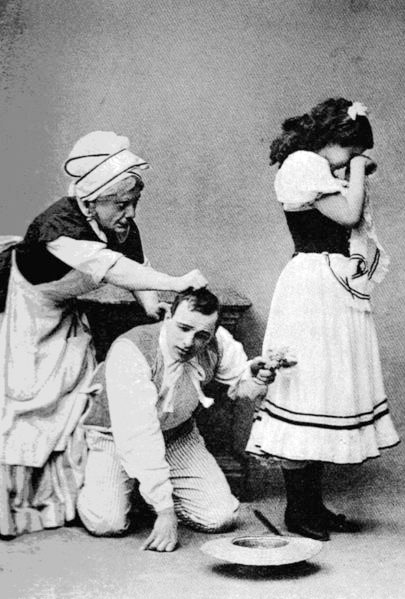
Vladimir Riabtsev nei panni della madre, Mikhail Mordkin nei panni di Colas e Sofia Fedorova nei panni di Liza; La fille mal gardée di Alexander Gorsky, Teatro Bol'šoj, Mosca

Si diplomò alla Accademia di balletto del Teatro Bol'šoj nel 1899 e nello stesso anno fu nominato maestro di balletto.
Nel 1909 entrò nella compagnia dei Balletti Russi di Djagilev come ballerino principale. Dopo la prima stagione rimase a Parigi per ballare con Anna Pavlova. Formò poi la sua compagnia, l'All Star Imperial Russian Ballet, che girò l'America nel 1911 e nel 1912. Michail Mordkin tornò al Bol'šoj e fu nominato direttore nel 1917.
Lasciò la Russia dopo la Rivoluzione d'ottobre, dapprima lavorando in Lituania e stabilendosi definitivamente negli Stati Uniti nel 1924. Fondò il Mordkin Ballet nel 1926, per il quale coreografò Il lago dei cigni completo e molti altri balletti. La sua compagnia comprendeva artisti illustri come Hilda Butsova, Felia Doubrovska, Pierre Vladimiroff, Vera Nemtchinova e Nicholas Zvereff. Dopo un tour in Europa, la compagnia si sciolse nel 1926.
Mordkin continuò ad essere un artista e insegnante freelance, anche alla Cornish School negli anni '20. Con alcuni dei suoi studenti in America formò un nuovo Mordkin Ballet nel 1937. Sebbene fosse stato messo in secondo piano, Mordkin contribuì a costruire le basi per il balletto in America.
Mikhail Mordkin morì a Millbrook, New York nel 1944.

## Raffigurazioni culturali
- Anna Pavlova, film di Emil Loteanu; interpretato da Grigore Grigoriu (1983).